# Liste der Kulturdenkmale in Nessetal

Die Liste der Kulturdenkmale in der Landgemeinde Nessetal ist auf dem Stand vom Januar 2014 und enthält gemäß dem Gesetz zur Pflege und zum Schutz der Kulturdenkmale im Land Thüringen (ThüDSchG) in der geltenden Fassung vom 24. Februar 2016 bzw. dem Ersten Gesetz zur Änderung des ThüDSchG vom 23. November 2005 die Kulturdenkmale der Landgemeinde Nessetal im thüringischen Landkreis Gotha.
Die Liste umfasst die Kulturdenkmale der Ortsteile Ballstädt, Brüheim, Bufleben, Hausen, Pfullendorf, Friedrichswerth, Goldbach, Haina, Hochheim, Remstädt, Wangenheim, Warza und Westhausen.
Nessetal ist erfüllende Gemeinde für die Gemeinde Sonneborn. Die Kulturdenkmale von Sonneborn sind im folgenden Artikel aufgeführt:
- Liste der Kulturdenkmale in Sonneborn (Thüringen)

Hinweis: Die Liste kann Änderungen unterworfen sein, die hier nicht erscheinen. In Einzelfällen kann die aktuelle Liste bei der Unteren Denkmalschutzbehörde des Landratsamtes oder beim Bauamt der jeweiligen Gemeinde eingesehen werden.

## Definitionen
Der Schutz der unbeweglichen Kulturdenkmale entsteht bereits durch das Vorliegen der gesetzlichen Voraussetzungen des § 2 des Thüringer Denkmalschutzgesetzes und ist nicht von der Eintragung in die Denkmalliste des Landes oder der Gemeinden abhängig. Das bedeutet, dass auch Objekte, die nicht in einer Denkmalliste verzeichnet sind, durchaus Denkmale sein können.

### Kulturdenkmale
Laut § 2 des Thüringer Denkmalschutzgesetzes sind Kulturdenkmale alle Sachen, Sachgesamtheiten oder Sachteile, die aus geschichtlichen, künstlerischen, technischen, wissenschaftlichen, volkskundlichen oder städtebaulichen Gründen sowie aus Gründen der historischen Dorfbildpflege ein öffentliches Interesse besteht. Zu den Kulturdenkmalen werden auch Denkmalensembles und Bodendenkmale gezählt.

#### Denkmalensemble
Um ein Denkmalensemble kann es sich handeln bei:
- baulichen Gesamtanlagen: Bauliche Gesamtanlagen sind insbesondere Gebäudegruppen, einheitlich gestaltete Quartiere und Siedlungen und historische Ortskerne einschließlich der mit ihnen verbundenen Pflanzen, Frei- und Wasserflächen.

- kennzeichnenden Straßen-, Platz- oder Ortsbildern: Ein kennzeichnendes Straßen-, Platz- oder Ortsbild ist insbesondere gegeben, wenn das Erscheinungsbild der Anlage für eine bestimmte Epoche oder Entwicklung oder für eine charakteristische Bauweise mit auch unterschiedlichen Stilarten kennzeichnend ist.

- kennzeichnende Ortsgrundrisse: Ein kennzeichnender Ortsgrundriss ist gegeben, wenn das Erscheinungsbild der Anlage für eine bestimmte Epoche oder Entwicklung charakteristisch ist, insbesondere im Hinblick auf Orts- und Siedlungsformen, Straßenführungen, Parzellenstrukturen und Festungsanlagen.

- historischen Park- und Gartenanlagen: Historische Park- und Gartenanlagen sind Werke der Gartenbaukunst, deren Lage sowie architektonische und pflanzliche Gestaltung von der Funktion der Anlage als Lebensraum und Selbstdarstellung früherer Gesellschaftsformen und der von ihr getragenen Kultur Zeugnis geben. Dazu zählen auch Tier- und botanische Gärten, soweit sie eine eigene historische und architektonische Gesamtgestaltung besitzen.

- historischen Produktionsstätten und -anlagen.

Nicht alle Teile eines Denkmalensembles müssen Kulturdenkmal sein, um als Kulturdenkmal zu gelten.

#### Bodendenkmal
Bewegliche oder unbewegliche Sachen, die im Boden oder unter Wasser verborgen waren oder sind und die Auskunft geben über tierisches oder pflanzliches Leben (paläontologische Denkmale) oder die Zeugnisse, Überreste oder Spuren der menschlichen Kultur (archäologische Denkmale) darstellen, sind Bodendenkmale.

### Hinweis
Die Denkmalliste der Gemeinde Nessetal macht die beschriebenen Unterscheidungen nicht durchgängig.

## Geschichtlicher Hintergrund
Die Landgemeinde Nessetal ist am 1. Januar 2019 aus dem Zusammenschluss der Mitgliedsgemeinden der Verwaltungsgemeinschaft Mittleres Nessetal mit Ausnahme der Gemeinde Sonneborn entstanden.
Der Name der Landgemeinde bezieht sich auf den Fluss Nesse.

## Einzeldenkmale § 2 Abs. (1) Nr. ThürDSchG

### Sakralbauten
| Bild                           | Bezeichnung                                                                                | Lage                                                                | Datierung | Beschreibung | ID |
| ------------------------------ | ------------------------------------------------------------------------------------------ | ------------------------------------------------------------------- | --------- | --- | -- |
| weitere Bilder Fotos hochladen | St. Petri                                                                                  | Ballstädt, Rittergasse 5; Flur/Flurstück 1-1 (Karte)                | 1497      | Die Kirche mit ihrem Wehrkirchturm ging 1497 aus einer Kapelle hervor. Dies zeigt eine an der Südwand der Kirche angebrachte Schrifttafel: Am 3. März 1497 Kirche erneuert. 1696 wurde die Kirche erneuert. Gleichzeitig erhielt sie eine neue Orgel, die wiederum 1836 erneuert wurde. 1855 erhielt die Kirche eine Turmuhr. |    |
| weitere Bilder Fotos hochladen | Kirche St. Vitus mit Ausstattung und Kirchhof und Einfriedung                              | Brüheim, Schlossgasse; Flur/Flurstück 1–141/2; 1–142, 1–143 (Karte) | 1726      | Die Dorfkirche St. Vitus steht neben dem Edelhof. Der gemeindeeigene Kirchturm wurde um 1726 errichtet, das Kirchenschiff etwa 100 Jahre später. Die Kirche birgt ein Taufbecken aus dem 13. Jahrhundert. |    |
| weitere Bilder Fotos hochladen | Kirche St. Cyriakus mit Ausstattung, Kirchhof mit historischen Grabsteinen und Einfriedung | Bufleben, Kirchstraße; Flur/Flurstück 1–104 (Karte)                 |           | |    |
| weitere Bilder Fotos hochladen | Kirche St. Nikolai mit Ausstattung und Kirchhof und Einfriedung                            | Bufleben-Hausen, Kirchstraße; Flur/Flurstück 35/361-1 (Karte)       |           | |    |
| weitere Bilder Fotos hochladen | Kirche St. Bonifatius mit Ausstattung                                                      | Bufleben-Pfullendorf, Hauptstraße 4; Flur/Flurstück 1-1 (Karte)     |           | |    |
| weitere Bilder Fotos hochladen | Gustav-Adolf-Kirche mit Ausstattung, Kirchhof und Einfriedung                              | Friedrichswerth, Haackstraße 39 a; Flur/Flurstück 1–99 (Karte)      |           | |    |
| weitere Bilder Fotos hochladen | Kirche St. Peter mit Ausstattung, Kirchhof und Einfriedung                                 | Goldbach, Kirchplatz 1; Flur/Flurstück 1–128 (Karte)                | 1518      | Das Langhaus der spätgotischen Kirche hat zwei Kirchenschiffe. Inschriftlich wurde mit dem Bau 1518 begonnen, 1752 wurde er verändert. |    |
| weitere Bilder Fotos hochladen | Kirche St. Johannes mit Ausstattung, Kirchhof und Einfriedung                              | Haina, Kirchhofstraße 1; Flur/Flurstück 1-1 (Karte)                 |           | Im Jahre 2015 beging man die 350-Jahr-Feier |    |
| weitere Bilder Fotos hochladen | Kirche St. Nikolaus mit Ausstattung, Kirchhof mit historischen Grabsteinen und Einfriedung | Hochheim, Kirchstraße 93; Flur/Flurstück 1–78 (Karte)               |           | 2015 konnte die St.-Nikolaus-Kirche nach zweijähriger Sanierungszeit wieder eingeweiht werden. |    |
| weitere Bilder Fotos hochladen | Kirche St. Lukas mit Ausstattung                                                           | Remstädt, Hauptstraße 21 a; Flur/Flurstück 1–129/1 (Karte)          |           | |    |
| weitere Bilder Fotos hochladen | Kirche St. Trinitatis mit Ausstattung, Kirchhof und Einfriedung                            | Wangenheim, Kirchberg 1; Flur/Flurstück 1–75 (Karte)                |           | |    |
| weitere Bilder Fotos hochladen | Kirche St. Johannes mit Ausstattung, Kirchhof mit histor. Grabsteinen und Einfriedung      | Warza, Kirchstraße; Flur/Flurstück 1–90, 1–91 (Karte)               |           | |    |
| weitere Bilder Fotos hochladen | Kirche St. Vitus mit Ausstattung und Kirchhof                                              | Westhausen, Hochheimer Straße 41; Flur/Flurstück 1–50 (Karte)       |           | |    |

### Profanbauten (nach Orten)

#### Ballstädt
| Bild            | Bezeichnung                                           | Lage                                                            | Datierung | Beschreibung | ID |
| --------------- | ----------------------------------------------------- | --------------------------------------------------------------- | --------- | --- | -- |
| Fotos hochladen | Bockwindmühle                                         | Eselsstieg , Flurstück: 3–977/2 (Karte)                         |           | Sie wurde 1834 erbaut und 1933 aus Hoheneggelsen zum heutigen Standort umgesetzt.                                                                                                  |    |
| Fotos hochladen | Hausfassade                                           | Hauptstraße 3 , Flurstück: 1–146 (Karte)                        |           | |    |
| Fotos hochladen | Wohnhaus                                              | Hauptstraße 7 (am Miehlener Platz) , Flurstück: 1–158/6 (Karte) |           | |    |
| Fotos hochladen | Untermühle, Wohnhaus (Teilabbruch 2007)               | Mühlenweg 6 , Flurstück: 3–1114/6 (Karte)                       |           | Eine erhaltene Mauer der ehemaligen Mühle bildet heute die östliche Grundstücksbegrenzung eines neueren Gebäudes, dessen Eigentümer die Veröffentlichung eines Fotos nicht möchte. |    |
| Fotos hochladen | Haus                                                  | Rittergasse 3 , Flurstück: 1–35 (Karte)                         |           | |    |
| Fotos hochladen | Pfarrhaus                                             | Rittergasse 4 , Flurstück: 1–2/2 (Karte)                        |           | |    |
| Fotos hochladen | Archäologisches Denkmal: Ortsbefestigung              | Außenbereich , Flurstück:                                       |           | |    |
| Fotos hochladen | Archäologisches Denkmal: germanisches Brandgräberfeld | Außenbereich , Flurstück: 2–511/2 (Karte)                       |           | Das Gräberfeld ist heute ein bestellter Acker. Lage: nördlich des Hungerbornsweges im Norden von Ballstädt, westlich der Mittelmühle und der Landesstraße.                         |    |

#### Brüheim
| Bild                           | Bezeichnung                                                                                         | Lage                                            | Datierung | Beschreibung | ID |
| ------------------------------ | --------------------------------------------------------------------------------------------------- | ----------------------------------------------- | --------- | --- | -- |
| weitere Bilder Fotos hochladen | Mittelalterlicher Wohnturm („Käseburg“)                                                             | Schlossgasse 1; Flur/Flurstück 1–144/1 (Karte)  |           | Die ehemalige Wasserburg Käseburg (Steinhof) war eine im Mittelalter errichtete kleinere Befestigungsanlage, ursprünglich in Form einer Turmhügelburg |    |
| Fotos hochladen                | ehemalige Gutsanlage (vorhanden: Wohnhaus und Hofpflaster, abgebrochen: Stall- und Scheunengebäude) | Schlossgasse 3; Flur/Flurstück 1–147/3 (Karte)  |           | |    |
| weitere Bilder Fotos hochladen | Edelhof                                                                                             | Schlossgasse 4; Flur/Flurstück 1–157 (Karte)    |           | Einst ein Sitz derer von Wangenheim, heute Mehrfamilienhaus                                                                                           |    |
| Fotos hochladen                | Pfarrhaus                                                                                           | Unterdorf 20; Flur/Flurstück 1–96 (Karte)       |           | |    |
| Fotos hochladen                | Gesamtanlage Bahnhof Sonneborn-Brüheim                                                              | Am Bahnhof 1; Flur/Flurstück 2–91, 2–93 (Karte) |           | Der Bahnhof ist heute ein Wohnhaus in Privatbesitz.                                                                                                   |    |

#### Bufleben
| Bild                           | Bezeichnung                              | Lage                                                           | Datierung | Beschreibung | ID |
| ------------------------------ | ---------------------------------------- | -------------------------------------------------------------- | --------- | --- | -- |
| Fotos hochladen                | Pfarrhaus und Scheune                    | Kirchstraße 12; Flur/Flurstück 1–107 (Karte)                   |           | |    |
| Fotos hochladen                | Bildstock „Das Kreuzchen“                | L 1043 (Kindleben-Bufleben) (K 4); Flur/Flurstück 2–81 (Karte) |           | |    |
| weitere Bilder Fotos hochladen | Bockwindmühle                            | Tonnaer Straße; Flur/Flurstück 3–57/1 (Karte)                  |           | |    |
| Fotos hochladen                | Archäologisches Denkmal: Grabhügel       | Rinderweg; Flur/Flurstück 3–48/1 (Karte)                       |           | |    |
| Fotos hochladen                | Archäologisches Denkmal: Ortsbefestigung | Backhausgasse (3); Flur/Flurstück 1–69/2 (Karte)               |           | Das Backhaus besteht heute noch (Foto) und war ein Teil der früheren Ortsbefestigung und Teil eines früher hier bestehenden Klosters. (Auskunft durch Grundeigentümer Haus Nr. 4) |    |

#### Bufleben-Hausen
| Bild            | Bezeichnung          | Lage                                                                 | Datierung | Beschreibung                 | ID |
| --------------- | -------------------- | -------------------------------------------------------------------- | --------- | ---------------------------- | -- |
| Fotos hochladen | Hofpforte            | Flürchenstraße 1; Flur/Flurstück 1–50 (Karte)                        |           |                              |    |
| Fotos hochladen | Waagehäuschen        | Vor Flürchenstraße 39 („Lindenplatz“); Flur/Flurstück 1–58/2 (Karte) |           |                              |    |
| Fotos hochladen | ehemaliges Pfarrhaus | Kirchstraße 37; Flur/Flurstück 1–59/1 (Karte)                        |           |                              |    |
| Fotos hochladen | ehemalige Schule     | Kirchstraße 37; Flur/Flurstück 1–59/3 (Karte)                        |           | (im Hof jetzt Feuerwehrhaus) |    |

#### Friedrichswerth
| Bild            | Bezeichnung                                              | Lage                                                                        | Datierung | Beschreibung | ID |
| --------------- | -------------------------------------------------------- | --------------------------------------------------------------------------- | --------- | --- | -- |
| Fotos hochladen | Schloss, Garten, Park, Graben, Mauer                     | Haackstraße 1 (ehemaliger Anger 1) , Flurstück: 1–112, 1–113, 1–114 (Karte) |           | |    |
| Fotos hochladen | „Villa Meyer“                                            | Haackstraße 120 (ehemalige Allee 120) , Flurstück: 1–103/11 (Karte)         |           | Ehemaliges Wohn- und Verwaltungsgebäude der Familie von Dr. h. c. Eduard Meyer (1859–1931), Begründer der Friedrichswerther Tier- und Pflanzenzucht (1885–31. März 1935) |    |
| Fotos hochladen | Bahnhof: Gesamtanlage mit Nebengebäuden                  | Am Bahnhof 95 , Flurstück: 5–12/7 (Karte)                                   |           | Das Bahnhofsgebäude ist jetzt (2016) in Privatbesitz und wird zu einem Firmensitz ausgebaut. |    |
| Fotos hochladen | Bauernhaus                                               | Haackstraße 11 , Flurstück: 1–126 (Karte)                                   |           | |    |
| Fotos hochladen | Pfarrgehöft                                              | Haackstraße 39 , Flurstück: 1–95 (Karte)                                    |           | |    |
| Fotos hochladen | Geburtshaus einschl. Gedenkzimmer von Prof. Dr. H. Haack | Haackstraße 54 , Flurstück: 1–77/2 (Karte)                                  |           | Haack war ein bedeutender Kartograf. |    |
| Fotos hochladen | ehemaliges Waisenhaus mit Mauer und Nebengebäuden        | Waisenhausstraße 112 , Flurstück: 1–101/1 (Karte)                           |           | Heute beherbergt es das Bürgermeisteramt und Räume für Versammlungen und Feiern. In der ersten Etage befindet sich ein Heimatmuseum nebst einer Wohnung. Die zweite Etage ist noch renovierungsbedürftig; Ausstellungen und Benefizkonzerte sollen die Finanzierung der Arbeiten unterstützen. |    |

#### Goldbach
| Bild            | Bezeichnung                                                                                              | Lage                                                               | Datierung | Beschreibung                      | ID |
| --------------- | --- | ------------------------------------------------------------------ | --------- | --------------------------------- | -- |
| Fotos hochladen | Wasserpumpe                                                                                              | Backhausgasse 4 , Flurstück: 1–123/6 (Karte)                       |           |                                   |    |
| Fotos hochladen | Wohnhaus                                                                                                 | Backhausgasse 18 , Flurstück: 1–145/2 (Karte)                      |           |                                   |    |
| Fotos hochladen | ehemaliges Bahnhofsgebäude                                                                               | Bahnhofstraße 27 , Flurstück: 3–536/1 (Karte)                      |           |                                   |    |
| Fotos hochladen | ehemaliges Gesindehaus und Stall des Gutes Scharfenstein                                                 | Hauptstraße 17 , Flurstück: 2–263/3, 2–264/3 (Karte)               |           |                                   |    |
| Fotos hochladen | Wasserpumpe                                                                                              | Hauptstraße 25 , Flurstück: 1–28 (Karte)                           |           | Objekt nicht existent (Nov. 2016) |    |
| Fotos hochladen | Pfarrhaus und Scheune                                                                                    | Bahnhofstraße 29 , Flurstück: 1–17/3 (Karte)                       |           |                                   |    |
| Fotos hochladen | Wasserpumpe                                                                                              | Karl-Marx-Straße 6 , Flurstück: 2–229 (Karte)                      |           |                                   |    |
| Fotos hochladen | Wasserpumpe                                                                                              | Riedstraße 19 , Flurstück: 2–357 (Karte)                           |           |                                   |    |
| Fotos hochladen | Wohnhaus mit Torhaus und Querscheune                                                                     | Straße der Gemeinschaft 13 , Flurstück: 1–153 (Karte)              |           |                                   |    |
| Fotos hochladen | Wegestein Bild rechts oben: „Weg nach Hochheim 1/2 St.“ Bild rechts unten: „Weg nach Wangenheim 3/4 St.“ | Kreuzung Wangenheim-Goldbach-Hochheim , Flurstück: 3–479/3 (Karte) |           |                                   |    |

#### Haina
| Bild                                    | Bezeichnung                                           | Lage | Datierung | Beschreibung                   | ID |
| --------------------------------------- | ----------------------------------------------------- | --- | --------- | ------------------------------ | -- |
| Fotos hochladen                         | Pfarrhaus mit Nebengebäuden, Taufstein im Garten      | Hauptstraße 19; Flur/Flurstück 1–43 (Karte) |           |                                |    |
| weitere Bilder Fotos hochladen          | Archäologisches Denkmal: Burganlage                   | Außenbereich („Auf der Burg“); Flur/Flurstück 2–275 (Karte) |           |                                |    |
| Fotos hochladen                         | Archäologisches Denkmal: Wallanlage „Das Schlösschen“ | Außenbereich; Flur/Flurstück 3 – (ca. 50 Parzellen) (Karte) |           |                                |    |
| Fotos hochladen                         | Archäologisches Denkmal: Ortsbefestigung              | westlicher Ortsmittenrand; Feldweg zwischen Kirchhofstraße und Behringer Straße. Flur/Flurstück 1–87/1, 1–88/1, 1–89/1, 1–90/1 (Karte)                                     |           | Im Bild: Mauerrest am Friedhof |    |
| Direkt Bild zu diesem Denkmal hochladen | Archäologisches Denkmal: befestigter Herrenhof        | Ortslage Bereich um Kirche und Kirchhof; Flur/Flurstück 1-1, 1–2/2, 1–2/3, 1–11/1, 1–11/2, 1–11/3, 1–13/19, 1–17, 1–18, 1–80, 1–83, 1–84, 1–106, 1–128/1, 1–130/5, 1–130/6 |           |                                |    |

#### Hochheim
| Bild            | Bezeichnung                                  | Lage                                                                                             | Datierung | Beschreibung | ID |
| --------------- | -------------------------------------------- | ------------------------------------------------------------------------------------------------ | --------- | --- | -- |
| Fotos hochladen | Grabstein                                    | Kirchstraße; Der Stein steht am Straßenrand vor der Kirche. Flur/Flurstück 1–88/1 (Karte)        |           | |    |
| Fotos hochladen | Wohnhaus                                     | Kirchstraße 59; Flur/Flurstück 1–35 (Karte)                                                      |           | |    |
| Fotos hochladen | Pfarrhaus (abgebrochen) und ehemalige Schule | Kirchstraße 92; Flur/Flurstück 1–86 (Karte)                                                      |           | Das Pfarrhaus stand dort, wo heute ein PKW-Parkplatz ist. Die Schule steht westlich daneben.                                               |    |
| BW              | Dorfbefestigung                              | Eberstädter Weg, Querstraße, Ecke Viehgasse (Karte)                                              |           | Die Ortsbefestigung wurde auf der Westseite des Dorfes angelegt und begann am Dorfbach Backsgraben, der die Südflanke des Dorfes sicherte. |    |
| BW              | Grabhügelrest                                | Der Wachhög ist der östliche Flurteil vom Hautelsberg im Windpark, nördlich der Ortslage (Karte) |           | Der Topographische Punkt 340,7 befindet sich auf dem Grabhügel.                                                                            |    |

#### Remstädt
| Bild            | Bezeichnung         | Lage                                                    | Datierung | Beschreibung                                                                                  | ID |
| --------------- | ------------------- | ------------------------------------------------------- | --------- | --------------------------------------------------------------------------------------------- | -- |
| Fotos hochladen | ehemaliges Gutshaus | Am Gut 1; Flur/Flurstück 1–71/10 (Karte)                |           | (Denkmalschutz-Antrag für die Gutsanlage vorhanden, jetzt ist nur das Gutshaus Kulturdenkmal) |    |
| Fotos hochladen | Friedhofskapelle    | Warzaer Straße/Friedhof; Flur/Flurstück 1–162/1 (Karte) |           |                                                                                               |    |
| Fotos hochladen | Gehöft              | Hauptstraße 19; Flur/Flurstück 1–57 (Karte)             |           |                                                                                               |    |
| Fotos hochladen | Pfarrgehöft         | Hauptstraße 21; Flur/Flurstück 1–52 (Karte)             |           |                                                                                               |    |
| Fotos hochladen | Tor zur Kirche      | Hauptstraße 38; Flur/Flurstück 1–128/1 (Karte)          |           |                                                                                               |    |

#### Wangenheim
| Bild            | Bezeichnung | Lage                                           | Datierung | Beschreibung | ID |
| --------------- | ----------- | ---------------------------------------------- | --------- | --- | -- |
| BW              | Wasserpumpe | Hauptstraße 30; Flur/Flurstück 1-72/32 (Karte) |           | Vor einigen Jahren wurde die Pumpe umgefahren und weitgehend entsorgt. Ein paar Einzelteile werden im Wohnhaus aufgehoben. |    |
| Fotos hochladen | Haus        | Hauptstraße 63; Flur/Flurstück 1-203/3 (Karte) |           | |    |
| Fotos hochladen | Pfarrhaus   | Kirchberg 2; Flur/Flurstück 1-69 (Karte)       |           | |    |

#### Warza
| Bild            | Bezeichnung          | Lage                                      | Datierung | Beschreibung | ID |
| --------------- | -------------------- | ----------------------------------------- | --------- | ------------ | -- |
| Fotos hochladen | Wohnhaus (Pfarrhaus) | Pfarrgasse 5; Flur/Flurstück 1-98 (Karte) |           |              |    |

#### Westhausen
| Bild            | Bezeichnung            | Lage                                              | Datierung | Beschreibung | ID |
| --------------- | ---------------------- | ------------------------------------------------- | --------- | --- | -- |
| Fotos hochladen | Wohnhaus               | Hauptstraße 37; Flur/Flurstück 1-90 (Karte)       |           | |    |
| Fotos hochladen | Wohnhaus               | Hauptstraße 39; Flur/Flurstück 1-91 (Karte)       |           | |    |
| Fotos hochladen | Wohnhaus mit Hofpforte | Hauptstraße 50; Flur/Flurstück 1-125 (Karte)      |           | "Teilweise" abgebrochen, es gibt noch ein einsturzgefährdetes Fachwerkgebäude östlich neben dem Trümmergrundstück. |    |
| Fotos hochladen | Hofanlage              | Hochheimer Straße 55; Flur/Flurstück 1-58 (Karte) |           | Auszug aus der Eintragungsmitteilung als Kulturdenkmal in das Denkmalbuch des Freistaates Thüringen vom 02.09.2003: "Es handelt sich um eine weitestgehend original erhaltene vierseitig geschlossene Hofanlage aus der Zeit um 1800/1820 [richtig ist: 1839], die einige wenige Veränderungen im frühen 20. Jh. erhalten hat. Sie besteht aus Wohnhaus, einem zweistöckigen, giebelständigen [un]verputzten Fachwerkhaus mit Satteldach, originaler Raumstruktur und bauzeitlich wandfester Ausstattung wie Türen (mit originalen Beschlägen), Decken und Fußböden. Giebelseitig anschließend das Wohnstallhaus, die Querscheune [mit Schleppdachanbau von ca. 1940] sowie den Hof westlich begrenzende Stallgebäude (Backstein-EG und Oberlaubengang). [...] Die Hofanlage präsentiert noch heute auf Grund ihrer Originalität eindrucksvoll bäuerliche Arbeits- und Lebenskultur des frühen 19. Jh. in Mittelthüringen." |    |

### Ehemalige Kulturdenkmale
| Bild            | Bezeichnung          | Lage                                                       | Datierung | Beschreibung                                                               | ID |
| --------------- | -------------------- | ---------------------------------------------------------- | --------- | -------------------------------------------------------------------------- | -- |
| Fotos hochladen | Wohnhaus             | Goldbach, Backhausgasse 11; Flur/Flurstück 1–115 (Karte)   |           | In 2011 abgebrochen, inzwischen (2016) neues Wohnhaus (ohne Denkmalschutz) |    |
| BW              | Scheune              | Goldbach, Karl-Marx-Straße 4; Flur/Flurstück 2–228 (Karte) |           | 1998 abgebrochen, heute Schulhof                                           |    |
| Fotos hochladen | Wohnhaus und Scheune | Straße der Gemeinschaft 6; Flur/Flurstück 2–275/7 (Karte)  |           | Wohnhaus 1994 abgebrochen, Az. 316/94, inzwischen (2016) Neubebauung       |    |